# Wallaba
Wallaba là một chi nhện trong họ Salticidae.

## Các loài
Các loài:
- Wallaba albopalpis (Peckham & Peckham, 1901)
- Wallaba decora Bryant, 1943
- Wallaba metallica Mello-Leitão, 1940